# آب در نیوزیلند

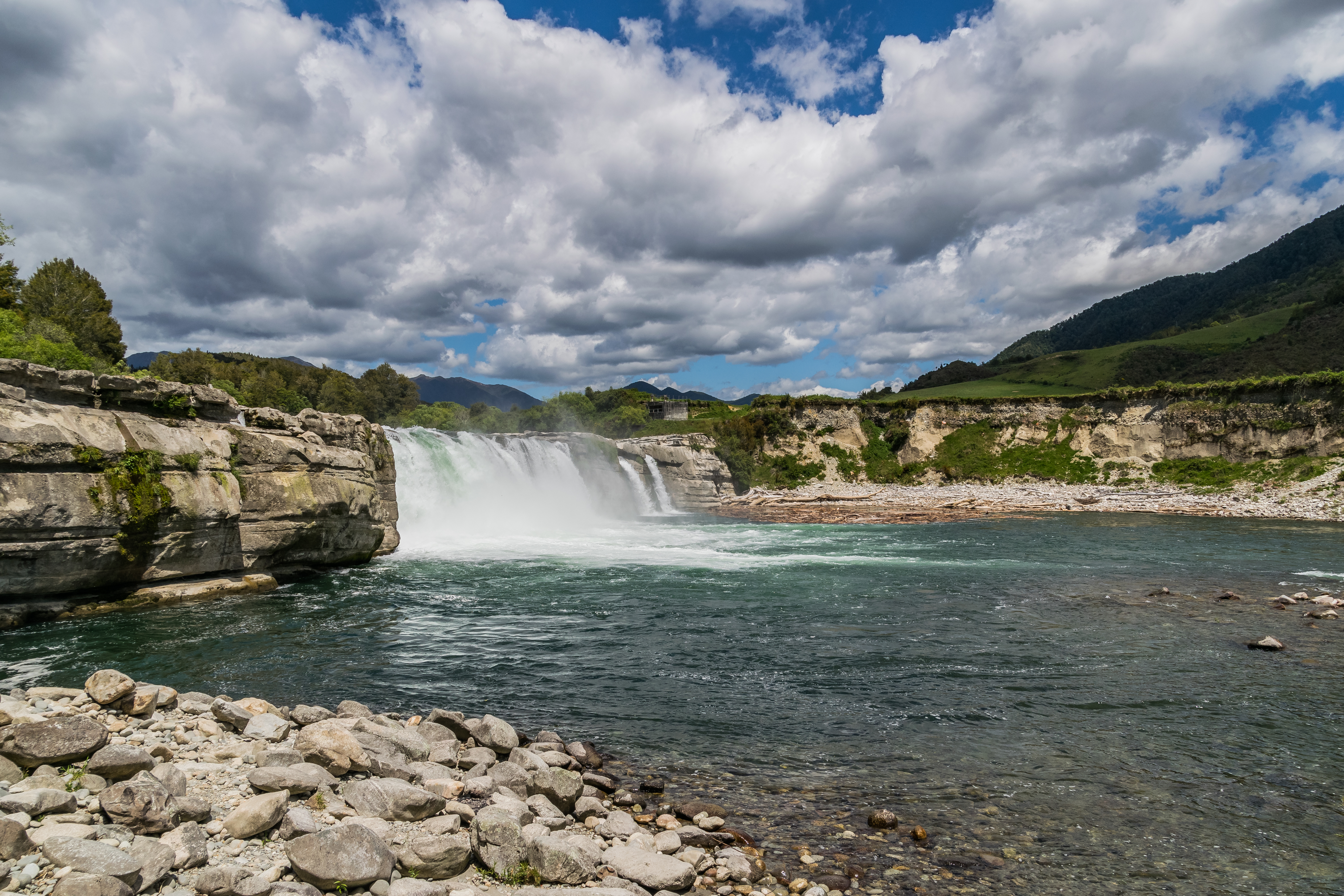
آبشار مارویا در رودخانه مارویا در منطقه تاسمان

به دلیل آب و هوای معتدل و الگوهای آب و هوایی دریایی، آب در نیوزیلند نسبتاً فراوان است. در سال‌های اخیر، آلودگی آب و کاهش سفره‌های آب زیرزمینی به مسائل مهم زیست‌محیطی در نیوزیلند تبدیل شده است.

## آب‌های نیوزیلند
در نیوزیلند، بیش از ۴۲۵٬۰۰۰ کیلومتر (۲۶۴٬۰۰۰ مایل) وجود دارد رودخانه‌ها و نهرها و حدود ۴۰۰۰ دریاچه و بیش از ۲۰۰ سفره آب زیرزمینی. جریان آب سالانه ۱۴۵ میلیون لیتر به ازای هر نفر است. تأمین قابل اعتماد آب خوب یک مزیت اقتصادی مهم برای نیوزیلند است، اما کیفیت و در دسترس بودن آن رو به کاهش است.

### دریاچه‌ها
در نیوزیلند ۳۸۲۰ دریاچه با مساحتی بیش از ۱ هکتار (۲٫۵ جریب فرنگی) وجود دارد، و از انواع و منشأهای مختلفی هستند. بسیاری از دریاچه‌های منطقه مرکزی جزیره شمالی، دریاچه‌های دهانه آتشفشانی هستند، در حالی که اکثر دریاچه‌های نزدیک آلپ جنوبی توسط یخچال‌های طبیعی ایجاد شده‌اند. مخازن برق آبی در جنوب کانتربری، مرکز اوتاگو و در امتداد رودخانه وایکاتو رایج هستند.

### رودخانه‌ها و نهرها
بیش از ۱۸۰٬۰۰۰ کیلومتر (۱۱۰٬۰۰۰ مایل) از رودخانه‌ها در نیوزیلند نقشه‌برداری شده‌اند، طولانی‌ترین آنها رودخانه وایکاتو با طول ۴۲۵ کیلومتر و بزرگ‌ترین رودخانه از نظر حجم، رودخانه کلوتا با میانگین دبی ۶۱۴ متر مکعب در ثانیه است.

### آبشارها
نیوزیلند آبشارهای قابل توجه زیادی دارد که برخی از آنها مرتباً مورد بازدید گردشگران قرار می‌گیرند. آبشار هوکا در رودخانه وایکاتو یکی از این آبشارها است. آبشار ساترلند معمولاً با ارتفاع ۵۸۰ متر به عنوان بلندترین آبشار نیوزیلند در نظر گرفته می‌شود، اما آبشار براون بسته به اینکه از چه منبعی سرچشمه می‌گیرد، ارتفاعی بین ۶۱۹ متر یا ۸۳۶ متر دارد. آبشار مارویا در رودخانه مارویا، آبشاری نسبتاً جدید است که در نتیجه زلزله سال ۱۹۲۹ مورچیسون شکل گرفته است.

## هیدرولوژی نیوزیلند
میانگین بارندگی سالانه برای کل نیوزیلند ۲٫۱ متر (۶ فوت ۱۱ اینچ) است. . در بخش‌های کوهستانی ساحل غربی، این میزان از ۱۰ متر در سال فراتر می‌رود. توزیع بارندگی در سراسر کشور با توجه به موقعیت آن در عرض‌های جغرافیایی میانی جنوبی و توپوگرافی آن تعیین می‌شود. تفاوت‌های فصلی در میزان بارندگی قابل توجه است و مرتباً منجر به کمبود آب در تابستان در بسیاری از نقاط کشور می‌شود، هرچند فصل بیشترین و کمترین بارندگی از منطقه‌ای به منطقه دیگر متفاوت است. میزان بارندگی نیز در واکنش به چرخه‌های ال نینو-نوسان جنوبی و نوسان اقیانوس آرام بین دهه‌ای، به صورت بین سالانه تغییر می‌کند.

## استفاده از منابع آب
منابع آب برای اهداف مختلفی از جمله تولید برق آبی، آبیاری و تأمین آب شهری مورد استفاده قرار می‌گیرند. تقریباً ۲٪ از منابع آب شیرین نیوزیلند برای مصارف مصرفی اختصاص داده شده است.

### عرضه به مصرف‌کنندگان
تأمین آب برای مصرف‌کنندگان توسط مقامات محلی، از جمله شوراهای شهر در مناطق شهری و شوراهای بخش در مناطق روستایی، انجام می‌شود. چارچوب قانونی شامل قانون سلامت مصوب ۱۹۵۶، اصلاح‌شده در ۲۰۰۷، قانون دولت محلی مصوب ۲۰۰۲ و قانون مدیریت منابع مصوب ۱۹۹۱ است.

## مدیریت منابع آب

### قانونگذاری
قانون مدیریت منابع مصوب ۱۹۹۱ نحوه استفاده از آب (و سایر منابع طبیعی) را تعیین می‌کند. برای برداشت، سدسازی، تخلیه و انحراف آب، رضایت منابع لازم است. یک بیانیه سیاست ملی برای مدیریت آب شیرین وجود دارد.

## تغییرات هیدرولوژیکی و منابع آب
در دوران مدرن، کمیت، کیفیت و زمان دسترسی به آب در نیوزیلند در حال تغییر بوده است. علل اصلی، برداشت بی‌رویه، توقیف آب، تغییر کاربری و پوشش زمین و رواناب‌های کشاورزی و صنعتی بوده‌اند.

### آلودگی
آلودگی آب در نیوزیلند به نگرانی فزاینده‌ای برای طرفداران محیط زیست و نهادهای نظارتی تبدیل شده است.
افزایش دامداری با افزایش آلودگی آب مرتبط است، و رسوب‌گذاری ناشی از پاکسازی زمین، دریاچه‌ها، رودخانه‌ها، غارها و خلیج‌ها را تحت تأثیر قرار داده است. بیش از ۸۰۰ سایت پایش کیفیت آب در سراسر نیوزیلند وجود دارد که مرتباً نمونه‌برداری می‌شوند.

## سازمان‌ها
سازمان‌های مختلفی در نیوزیلند در زمینه آب و استفاده از آن فعالیت دارند. شوراهای منطقه‌ای مسئولیت قانونی در قبال آب دارند.
- سازمان ماهی و شکار نیوزیلند، یک نهاد قانونی که برای حمایت از شکار و ماهیگیری تفریحی تأسیس شده است، در مورد آلودگی آب موضع‌گیری کرده است. این سازمان یک کمپین «تولید لبنیات کثیف» را آغاز کرد تا تأثیر کشاورزی بر کیفیت آب را برجسته کند.
- سازمان حفاظت از محیط زیست که سابقه طولانی دارد، به دلیل نگرانی‌های فزاینده در مورد اثرات آلودگی بر اکوسیستم‌های آب شیرین، درگیر مسائل مربوط به آب شده است.
- انجمن علوم آب شیرین با هدف تسهیل ارتباط بین همه افراد علاقه‌مند به آب شیرین و لب‌شور فعالیت می‌کند[۶]
- انجمن هیدرولوژی نیوزیلند در سال ۱۹۶۱ با هدف «پیشبرد علم هیدرولوژی و کاربرد آن در درک و مدیریت منابع آب نیوزیلند» تأسیس شد.[۷]
- توسط شوراهای منطقه‌ای، مؤسسات تحقیقاتی و نهادهای دولتی تأسیس شد تا تعادل بین استفاده از منابع طبیعی و حفظ کیفیت و در دسترس بودن آنها را برقرار کند.[۸]
- انجمن زمین و آب طیف گسترده‌ای از نهادهای ذی‌نفع در حوزه آب شیرین و زمین را گرد هم می‌آورد.[۹]
- مرکز واترویز که در سال ۲۰۱۰ افتتاح شد،[۱۰] به عنوان همکاری بین دانشگاه کانتربری و دانشگاه لینکلن برای رسیدگی به مدیریت آب شیرین تأسیس شد.[۱۱]
- فرایند برنامه‌ریزی آب شیرین، که توسط قانون اصلاح مدیریت منابع ۲۰۲۰ ایجاد شده است، توسط دفتر کمیسر ارشد آب شیرین تسهیل می‌شود.[۱۲]